# Agathia exquisita
Agathia exquisita är en fjärilsart som beskrevs av W. Warren 1899. Agathia exquisita ingår i släktet Agathia och familjen mätare. Inga underarter finns listade i Catalogue of Life.